# Hemiphyllodactylus nilgiriensis
Hemiphyllodactylus nilgiriensis — вид ящірок з родини геконових (Gekkonidae). Відкритий у 2020 році.

## Поширення
Ендемік Індії. Поширений у горах Нілгірі у штаті Тамілнаду.